# Gérard Pochonet
Gérard „Dave“ Pochonet (* 20. Mai 1924 in Paris; † 26. Januar 2000 in New York City) war ein französischer Jazz-Schlagzeuger, Komponist und Bandleader.

## Leben und Wirken
Pochonet begann seine Musikerkarriere in der Nachkriegszeit; 1949 trat er bereits mit einem eigenen Orchester im C.C. Club auf. Anfang der 1950er Jahre arbeitete er mit Jack Butler, Robert Mavounzy, Henri Renaud, Bill Coleman und im Trio mit Art Simmons. 1952 gründete er ein Quartett mit André Persiany, Bill Tamper und Charlie Blareau, das bis 1954 bestand. Ab 1953 spielte Pochonet im Orchester von Tony Proteau, mit dem er Sidney Bechet begleitete. Im selben Jahr hatte er ein Duo mit Hazel Scott und Buddy Banks.
Beim dritten Salon du Jazz im Salle Pleyel 1954 war er Mitglied einer All-Star-Formation mit Jonah Jones, Guy Lafitte und Michel de Villers. Im Sommer 1954 begleitete er Mary Lou Williams bei ihrem Engagement im Grand Ecart und im Bœuf sur le Toit; er wirkte auch bei ihren Aufnahmen mit Don Byas mit. Weitere Einspielungen entstanden in dieser Zeit auch mit Bobby Jaspar und Buck Clayton.
Um die Kommunikation mit den amerikanischen Kollegen zu erleichtern, nannte er sich „Dave“ Pochonet. In Pochonets Orchester waren einige der bedeutendsten Pariser Musiker jener Zeit versammelt, darunter der Gitarrist Jean-Pierre Sasson, der Posaunist Charles Verstraete und der Pianist André Persiany. Als musikalisches Bindeglied zwischen seinem Pianisten und sich selbst hatte Dave Pochonet den belgischen Bassisten Benoît Quersin in seine Rhythmusgruppe integriert. In dieser Zeit entstand auch Pochonets Komposition Thinkin’ of Inez, die von Jonah Jones & the Dave Pochonet All Stars aufgenommen wurde.
1956 trat er mit eigenem Orchester in der Closerie des Lilas auf, nahm an den Jamsessions im Hot Club de Paris teil und stellte – auf Empfehlung von Mary Lou Williams – für Aufnahmen mit Emmett Berry und Lucky Thompson mehrere Gruppen zusammen, u. a. mit Martial Solal, Michel de Villers, Henri Renaud. 1958 begleitete er mit seinem Orchester Bill Coleman, 1959 kam es zu einer weiteren Session mit Lucky Thompson (Tea for Two). Ende der 1950er Jahre zog Pochonet in die Vereinigten Staaten, wo er 1961 mit Mary Lou Williams im Wells Supper Club auftrat und 1963 an ihrem Album Mary Lou Williams Presents Black Christ of the Andes mitwirkte. 1964/65 entstanden noch weitere Aufnahmen mit Lucky Thompson. Bis Mitte der 1970er Jahre trat Pochonet mit einem eigenen Quartett in New York auf. 1977 spielte er mit Wild Bill Davis und Dany Doriz im Pariser Caveau de la Huchette.

## Diskografische Hinweise
- Jazz in Paris – Peanuts Holland – Buck Clayton – Charlie Singleton (Emarcy, 1953–55)
- Jonah Jones: With Dave Pochoney [Sic!] and His All Stars (Swing, 1954)
- Lucky Thompson: Jazz in Paris: With Dave Pochonet All Stars (itanes Jazz, 1956)
- Swingin In Paris – Dave Pochonet and His French All-Stars (Taureau, 1959)